# Клобушар, Эми
Эми Джин Клобуша́р (англ. Amy Jean Klobuchar [ˈeɪ.mi ˈdʒiːn ˈkloʊbəʃɑːr]; родилась 25 мая 1960, Плимут, округ Хеннепин, штат Миннесота, США) — американский политический деятель, сенатор США от штата Миннесота (с 2007 года) и кандидат в президенты США в 2020 году от Демократической партии США. 
Член Демократической фермерско-трудовой партии Миннесоты. Председатель комитета демократического управления и социальных программ, входит в объединённый экономический комитет, комитет сената по сельскому хозяйству, продовольствию и лесному хозяйству, комитет сената по вопросам торговли, науки и транспорта, комитет сената по правилам и администрации и комитет сената по судебным органам.

## Биография

### Ранние годы
Родилась 25 мая 1960 года в Плимуте (Миннесота). Её отец писал статьи для газеты StarTribune, мать была учительницей в начальной школе. Ходила в общественную школу в Плимуте. В 1982 году окончила Йельский университет с отличием и юридический факультет Чикагского университета. Дипломная работа Клобушар о строительстве Hubert H. Humphrey Metrodome была опубликована как книга в 1986 году. После окончания университета, занималась юридической практикой в Миннеаполисе. В 1998 году была избрана прокурором округа Хеннепин и переизбиралась в 2002 году. В это время Клобушар была президентом ассоциации адвокатов Миннесоты.

### Сенат США
В 2006 году Марк Дейтон объявил, что не будет баллотироваться на новый срок в Сенат США. Клобушар собрала более 9 миллионов долларов для участия в гонке и победила республиканца Марка Кеннеди, 58 % против 38 %. Её полномочия вступили в силу 3 января 2007 года. Клобушар была переизбрана в 2012 году (с преимуществом 65 % против 35 % у Курта Биллса). Была первой женщиной, избранной от штата Миннесота в Сенат США (до этого женщин только назначали на этот пост).

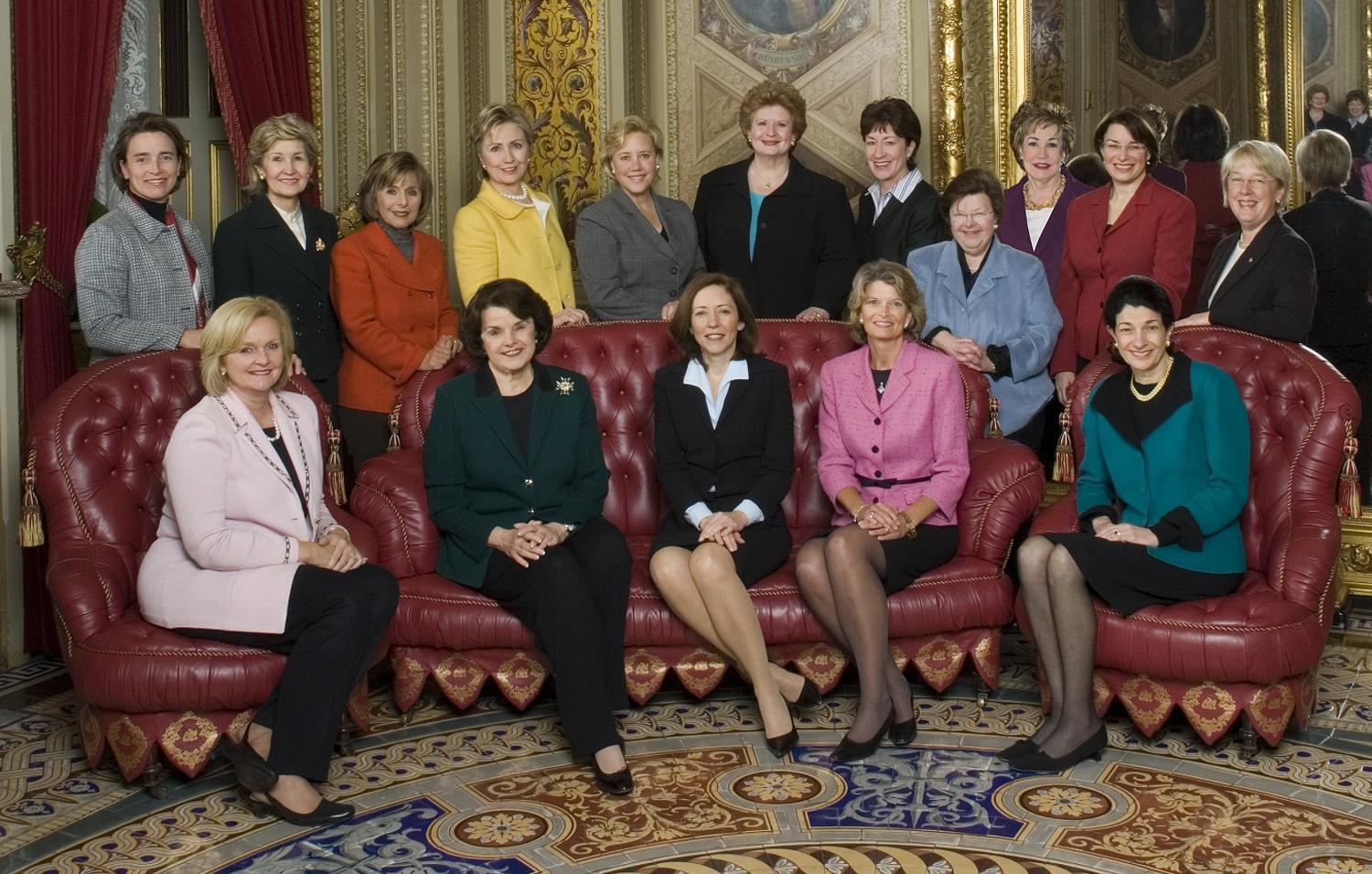
Женщины-сенаторы 110-го Конгресса

Во время работы в Сенате показала себя как либеральный политик, которая обычно поддерживала свою партию и участвовала в двухпартийных переговорах. Провела переговоры по финансированию восстановления автодорожного моста через реку Миссисипи, который рухнул в августе 2007 года. Также поддерживала многочисленные законопроекты о фермерских хозяйствах для сельскохозяйственных штатов и проявляла особый интерес к делам ветеранов. Принимала участие в значительном пересмотре правил этики в Сенате, а также в международных коммерческих инициативах и законопроектах по улучшению финансирования науки и технологий, школьного образования. Является председателем комитета демократического управления и социальных программ, входит в объединённый экономический комитет, комитет сената по сельскому хозяйству, продовольствию и лесному хозяйству, комитет сената по вопросам торговли, науки и транспорта, комитет сената по правилам и администрации и комитет сената по судебным органам.
После начала президентского срока Трампа поднимала вопрос о его связях с Россией и настаивала на создании комиссии по расследованию этих связей. В конце декабря 2016 года вместе с сенаторами Джоном Маккейном и Линдси Грэм посетила балтийские страны и Украину, в которых, по её заявлению, узнала о российском влиянии на выборы в Литве и Эстонии.

### Президентские выборы 2020 года
С начала карьеры несколько изданий (включая The New York Times и New Yorker) упоминали Клобушар как возможного кандидата на президентских выборах 2020 года. 10 февраля 2019 года она заявила, что баллотируется от демократической партии. 3 марта 2020 года она объявила о снятии своей кандидатуры на президентских выборах и присоединении к команде Джо Байдена.

## Семья
В 1993 году вышла замуж за Джона Бесслера. У пары один ребёнок.

## Награды
- Орден «За заслуги» І степени (23 августа 2022 года, Украина) — за значительные личные заслуги в укреплении межгосударственного сотрудничества, поддержку государственного суверенитета и территориальной целостности Украины, весомый вклад в популяризацию Украинского государства в мире[21].

## Публикации
- Amy Klobuchar. The Senator Next Door: A Memoir from the Heartland. — Henry Holt and Company, 2015. — 320 с. — ISBN 1627794182.
- Amy Klobuchar. Uncovering the Dome. — Waveland Press, 1986. — 177 с. — ISBN 147860929X.